# Херберс, Катя
Катя Мира Херберс (нидерл. Katja Mira Herbers; род. 19 октября 1980, Амстердам) — голландская актриса. Наиболее известна ролью доктора Хелен Принс в американском телесериале «Манхэттен» и ролью Эмили в сериале HBO «Мир Дикого запада». Принимает участие в съемках сериала CBS «Зло»

## Биография
Катя Мира Херберс родилась 19 октября 1980 года в Амстердаме.  Является дочерью скрипачки Веры Бетс и гобоиста и дирижёра Вернера Герберса. В детстве много времени проводила в США, сопровождая свою мать в концертных турах с группой L’Archibudelli. С раннего детства Катя разговаривала на голландском, немецком и английском языках.
Образование получила в Гимназии имени Игнатия Лойолы в Амстердаме, затем изучала психологию в Университете Амстердама (1999—2000), параллельно посещала местную театральную школу De Trap. Затем она была принята в Театральную школу в Амстердаме в которой обучалась с 2001 по 2005 годы.

## Карьера
Во время учёбы в театральной школе она снялась в нескольких голландских фильмах. После её окончания устроилась на работу в театральную компанию NTGent Йохана Саймонса в Генте. Затем она присоединилась к немецкому театральному объединению Kammerspiele в Мюнхене. Она работала с такими режиссёрами, как Алекс ван Вармердам, Иво ван Хов и Теу Берманс, под руководством которой она исполнила много пьес Шницлера..
В 2013 году получила премию Гвидо де Мур как молодой талант, за её воплощение Ирины в «Трех сестрах» Чехова.
В феврале 2014 года, после прохождения кастинга, она получила роль физика Хелен Принс в американском драматическом сериале канала WGN «Манхэттен».
В 2018 году она присоединилась к актёрскому составу 2 -го сезона сериала канала HBO «Мир Дикого запада» в роли Эмили.
Начиная с осени 2019 года, она снимается в сериале канала CBS « Зло» роли доктора Кристен Бушар.

## Фильмография
Фильмы
- Peter Bell (2002)
- Kees de jongen (2003)
- Peter Bell II: The Hunt for the Czar Crown (2003)
- Timboektoe (2007)
- Trage liefde (2007)
- The Storm (2009)
- Loft (2010)
- Sonny Boy] (2011)
- My Granpa, the Bankrobber (2011)
- Зюскинд (2012)
- Brammetje Baas (012)
- Mannenharten (2013)
- Mannenharten II (2015)
- Колумнистка (2019)

Телесериалы
- Baantjer (2004)
- Lieve lust (2005–2006)
- Spoorloos verdwenen (2006)
- S1ngle (2009)
- De vloer op (2010)
- Van God Los (2011)
- Beatrix, Oranje onder Vuur (2012)
- Divorce (2012–2013)
- SOKO 5113' (2013)
- Манхэттен (2014)
- Американцы (2015)
- Оставленные / The Leftovers (2017) — доктор Иден
- Охота на Унабомбера (2017)
- Мир Дикого запада (2018)
- Зло (2019)
- Миссис Дейвис (2023)